# Xoài Parvin
Xoài 'Parvin' là tên của một giống xoài thương mại bắt nguồn từ khu vực Tây Nam Florida.

## Lịch sử
Cây ban đầu được trồng từ hạt của xoài Haden, và được trồng vào năm 1940 trên đất đai của Clint Fisk Parvin ở Bradenton, Florida. Trong những năm 1940, Parvin đã đệ trình đơn để đánh giá cho Ủy ban Giống cây trồng của Diễn đàn xoài Florida, đưa ra khuyến nghị tích cực về giống xoài này. Các đặc điểm như màu sắc, đặc tính sản xuất và xử lý (do lớp da dày của nó) và hương vị đã khiến Parvin trở thành một giống cây trồng thương mại tiềm năng. Trong khi Parvin chỉ được thấy các đồn điền thương mại hạn chế ở Florida, nó được trồng trên cơ sở thương mại ở Puerto Rico. Parvin đã không trở thành một giống cây trồng trước sân phổ biến ở Florida.

## Miêu tả

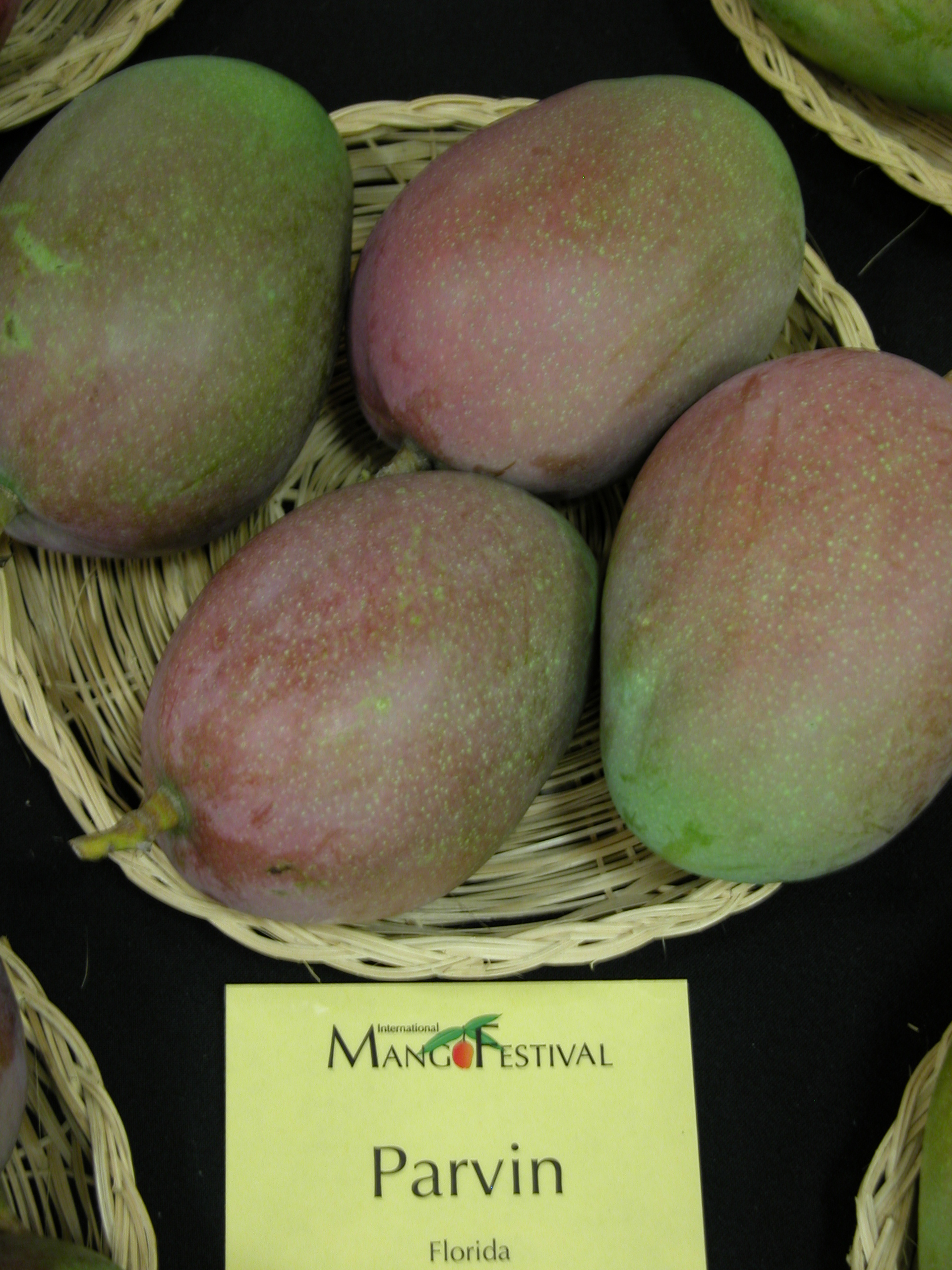
Trưng bày xoài 'Parvin' tại Lễ hội xoài quốc tế thường niên lần thứ 15 tại Vườn thực vật nhiệt đới Fairchild ở Coral Gables, Florida

Quả có hình bầu dục thuôn dài và có đỉnh tròn, không có mũi khoằm. Da dày và màu vàng với màu đỏ hoặc đỏ thẫm bao phủ phần lớn phần da của nó khi trưởng thành. Trái cây có trọng lượng trung bình hơn một pound và thường chín từ tháng 7 đến tháng 8 ở Florida. Thịt không có xơ và có màu cam đậm với hương vị ngọt ngào, và chứa một hạt đơn phôi. Parvin được biết đến với việc sản xuất nhiều loại quả nhỏ, không hạt thường được gọi là "nubbins".
Cây xoài này là một giống cây trồng mạnh mẽ sẽ phát triển tròn và lan rộng, tán cây rậm rạp.